# Chiesa di Santa Maria della Neve (Tramonti)
La chiesa di Santa Maria della Neve è una chiesa nella frazione di Capitignano del comune di Tramonti. Edificata originariamente come cappella della confraternita di San Giacomo, divenne sede parrocchiale nel 1498.

## Storia

### La chiesa primitiva
Non si conosce l'anno di fondazione della chiesa di Santa Maria della Neve, è citata per la prima volta in un documento del 1231. Originariamente era una grangia dell'abbazia di San Trifone di Ravello.

### Costruzione della cappella di San Giacomo
Nel 1411 venne fondata la confraternita di San Giacomo con l'annessa cappella, attigua alla chiesa di Santa Maria della Neve, dedicata a san Giacomo. Per via delle turbolenze causate dalla guerra tra Ludovico d'Angiò e Carlo di Durazzo, la cappella vide la luce solo nel 1426.

### Elevazione a Parrocchia
Nel 1438 l'abbazia di San Trifone venne occupata e i monaci la abbandonarono. La chiesa di Santa Maria della Neve passò così sotto la giurisdizione dell'Arcivescovo di Amalfi, venendo elevata a sede parrocchiale almeno dal 1462.

### Spostamento della sede parrocchiale
Nel 1498 Mons. Rossino, durante una visita pastorale, evidenziò la fatiscenza della chiesa parrocchiale e pertanto convocò i capifamiglia e con loro decise di spostare la sede parrocchiale nella cappella della confraternita di San Giacomo. La cappella subì dei lavori di ampliamento e divenne così la chiesa parrocchiale di Capitignano.

### Costruzione della cappella dell'Annunziata
Nel 1581 per volontà di don Nicola Pisacane, cappellano segreto di Sisto V, e dei fratelli Muzio e Pietro venne fondata all'interno della chiesa una cappella dedicata all'Annunziata. Il 31 maggio dello stesso anno venne rogato l'atto di fondazione dal notaio Ferdinando De Rosa di Amalfi. La cappella fu ultimata nel 1585 e nel 1587 fu posta la lapide che tutt'oggi si conserva.

### Cappella di San Vito
Nel 1612 Mons. Rossino, riporta l'esistenza di una cappella, posta sotto la chiesa di San Giacomo, dedicata a san Vito. In questa cappella si celebrava per devozione e non vi erano legati o oneri. In occasione di questa visita l'arcivescovo ordinò di provvedere a ornare l'altare di: tovaglia, cartegloria, croce e candelieri.

### Lavori nella chiesa parrocchiale nel XVIII secolo
Nel XVIII secolo venne commissionato un nuovo altare maggiore in stile barocco.
Nel 1702 la confraternita di San Giacomo costruì il campanile, come riportato da un'iscrizione posta proprio sul campanile.

### Costruzione della canonica
Nel 1952 durante i lavori di costruzione della canonica furono rinvenuti nel giardino laterale e nella piazza antistante la chiesa, dei resti umani e le fondamenta dell'antica chiesa di Santa Maria della Neve e dell'antico campanile.
Contestualmente all'edificazione della canonica, nella chiesa venne realizzato un solaio in calcestruzzo e nel 1990 una finta volta a botte.